# Rataje (Gostynin)
Rataje (Rataje Stare) – część miasta Gostynina w woj. mazowieckim, w powiecie gostynińskim, położona w zachodniej części miasta.
Do 1925 roku siedziba gminy Rataje. 1 lipca 1925 wieś Rataje Stare i folwark Rataje włączono do Gostynina, po czym siedzibę gminy Rataje (która do 1954 zachowała nazwę Rataje) przeniesiono do Kozic.